# L'Aéroschtroumpf (album)
L'Aéroschtroumpf est le quatorzième album de la série de bande dessinée Les Schtroumpfs de Peyo. Pré-publié dans le journal Schtroumpf !, l'album est publié en 1990 aux éditions Cartoon Creation.
Dans cet album, on retrouve cinq histoires : L'Aéroschtroumpf, La Gourmandise chez les Schtroumpfs, Le Schtroumpfeur masqué, Puppy et les Schtroumpfs et Les Farces du Schtroumpf farceur.
L'Aéroschtroumpf a été dessiné par Bernard Swysen, alors qu'il travaillait au studio, sur scénario et sous la direction de Peyo.

## L'Aéroschtroumpf
L'Aéroschtroumpf est la trente-et-unième histoire de la série. Elle est publiée pour la première fois dans le journal Schtroumpf !. L'histoire fait 8 pages.
Le Schtroumpf volant n'a toujours pas renoncé à son rêve de voler. Son rêve devient réalité grâce à un avion construit par le Schtroumpf bricoleur. Alors que le village admire le vol du Schtroumpf volant, la Schtroumpfette préférant se promener dans la forêt est capturée par Gargamel qui exige une rançon. Le Schtroumpf volant part la sauver au défi d'un combat aérien contre le sorcier qu'il défait rapidement. Malheureusement, le héros du jour doit refaire la lessive de la Schtroumpfette à leur retour au village.

## La Gourmandise chez les Schtroumpfs
La Gourmandise chez les Schtroumpfs est la trente-deuxième histoire de la série. Elle est publiée pour la première fois dans le journal Schtroumpf !. L'histoire fait 8 pages.
Afin de capturer des Schtroumpfs, Gargamel décide d'utiliser leur gourmandise en créant un gâteau qui les change en pierre. Le village part contre-attaquer pendant que Gargamel est parti chercher les ingrédients pour faire l'antidote afin de ramener les Schtroumpfs à la normale. Rapidement, les Schtroumpfs volent la cueillette de Gargamel dans la forêt, préparent eux-mêmes l'antidote et sauvent les pétrifiés avant de repartir au village non sans laisser une petite « gourmandise » au sorcier.

## Le Schtroumpfeur masqué
Le Schtroumpfeur masqué est la trente-troisième histoire de la série . Elle est publiée pour la première fois dans le journal Schtroumpf !. L'histoire fait 8 pages.
Alors que l'orage menace le village en tension, un Schtroumpf masqué s'en prend aux village en les entartant et leur demande de déposer un message avec le nom de la prochaine victime. Les soupçons se portent sur le Schtroumpf pâtissier. Le Grand Schtroumpf met en place un petit piège afin de confondre le Schtroumpf farceur comme étant le Schtroumpf masqué. Alors que le coupable s'explique qu'il a profité des nombreuses tensions au village pour faire cette farce, l'orage arrive enfin et les Schtroumpfs se défoulent en se balançant les tartes du Schtroumpfs pâtissier.

## Puppy et les Schtroumpfs
Puppy et les Schtroumpfs est la trente-quatrième histoire de la série. Elle est publiée pour la première fois dans le journal Schtroumpf !. L'histoire fait 8 pages.
Un matin, le village est surpris de découvrir la présence de Puppy, le chien du mage Homnibus, qui porte un médaillon provoquant une décharge électrique à tout individu qui tente de l'ouvrir. Rapidement, l'animal est très apprécié au village. Le Grand Schtroumpf organise une expédition pour ramener l'animal à son maître. Ce dernier apprend aux Schtroumpfs que la personne qui ouvrira le médaillon sera le véritable maître du chien, et les laisse repartir avec Puppy. Mais sur le retour, le chien est capturé par Gargamel qui avait surpris la conversion du mage un peu plus tôt par hasard. Rapidement, le sorcier est électrocuté par le médaillon du chien qui s'enfuit, mais retrouve le village en le suivant. Alors que le sorcier capture les Schtroumpfs, le bébé Schtroumpf réussit à ouvrir le médaillon et ordonne à Puppy d'attaquer le sorcier qui est mis en déroute. Le village sauvé acclame le bébé et son chien.

## Les Farces du Schtroumpf farceur
Les Farces du Schtroumpf farceur est la trente-cinquième histoire de la série. Elle est publiée pour la première fois dans le journal Schtroumpf !. L'histoire fait 8 pages.
Le village entier a ras-le-bol des farces du Schtroumpf farceur (en particulier ses cadeaux). Ce dernier décide de partir chez Gargamel pour lui faire des farces. Mais le sorcier le capture. Le Schtroumpf réussit à s'échapper mais le sorcier le suit jusqu'au village et y capture les Schtroumpfs les uns après les autres. Mais le farceur offre un cadeau au sorcier qui le chasse du village.